# Зотов, Игорь Александрович (политик)
Игорь Александрович Зотов (род. 28 августа 1970, Клайпеда, Литовская ССР, СССР) — российский государственный и политический деятель. Председатель правительства Республики Калмыкия с ноября 2012 по апрель 2019. C сентября 2019 — руководитель аппарата Комитета Совета Федерации по экономической политике.

## Биография
Родился 28 августа 1970 года в городе Клайпеда, Литовская ССР.

### Образование
Учился в 23 средней школе г. Клайпеда (ныне прогимназия «Сантарвес»).
Окончил в 1993 году Санкт-Петербургский государственный электротехнический университет имени В. И. Ульянова (Ленина) по специальности «электрооборудование судов», квалификация «инженер-электрик». 2007 г. — Московский государственный университет имени М. В. Ломоносова, «Экономика и управление»

### Карьера
- С 1993 — на различных должностях в коммерческих компаниях Санкт-Петербурга.
- С 2004 — на различных должностях в коммерческих компаниях Москвы.
- С 2008 — специалист 1-го разряда отдела сотрудничества с СНГ Минприроды России.
- С лета 2008 — главный специалист-эксперт международного сотрудничества Минприроды России.
- С 2009 по январь 2011 — заместитель директора департамента международного сотрудничества Минприроды России.
- С марта 2011 — заместитель Министра экономики и торговли Республики Калмыкия.
- С ноября 2012 по — апрель 2019 Председатель правительства Республики Калмыкия.
- С сентября 2019 руководитель аппарата Комитета Совета Федерации по экономической политике.

## Семья
Женат, воспитывает двоих детей.

## Награды
- Почётная грамота правительства Российской Федерации (2010)